# Sissonville
Sissonville é uma Região censo-designada localizada no estado norte-americano de Virgínia Ocidental, no Condado de Kanawha.

## Demografia
Segundo o censo norte-americano de 2000, a sua população era de 4399 habitantes.

## Geografia
De acordo com o United States Census Bureau tem uma área de
33,0 km², dos quais 33,0 km² cobertos por terra e 0,0 km² cobertos por água. Sissonville localiza-se a aproximadamente 197 m acima do nível do mar.

## Localidades na vizinhança
O diagrama seguinte representa as localidades num raio de 20 km ao redor de Sissonville.